# Zrmanja
 Ovo je glavno značenje pojma Zrmanja. Za selo u općini Gračac, Hrvatska pogledajte Zrmanja (Gračac).
Zrmanja je rijeka u južnoj Hrvatskoj

## Opis
Izvire ispod planine Poštak u južnom dijelu Like, a ulijeva se u Novigradsko more 12 kilometara od Obrovca. Plovna je od Obrovca do ušća, za manja plovila. Najznačajniji pritok je rječica Krupa.

## Vanjske poveznice
|  | Zajednički poslužitelj ima još gradiva o temi Zrmanja |